# Phalloniscus bifidus
Phalloniscus bifidus är en kräftdjursart som beskrevs av Albert Vandel1977. Phalloniscus bifidus ingår i släktet Phalloniscus och familjen Dubioniscidae. Inga underarter finns listade i Catalogue of Life.